# ヴァニタスの手記
『ヴァニタスの手記』（ヴァニタスのカルテ）は、望月淳による日本の漫画。『月刊ガンガンJOKER』（スクウェア・エニックス）にて2016年1月号より連載中。

## あらすじ
蒸気機関による技術が発達し、吸血鬼（ヴァンピール）が存在する19世紀のフランス。
吸血鬼の青年ノエは、吸血鬼に呪いを振り撒く魔導書「ヴァニタスの書」を探すためにパリへ向かい、その途中の飛行船の中である事件に遭遇した。その最中、吸血鬼の専門医を自称するヴァニタスと名乗る青年がノエの前に現れるが、彼はノエの探す「ヴァニタスの書」を手にしていた。
その本は吸血鬼の命そのものとも言える刻まれた真名を崩して狂わせることも、そして復元して正気に戻すこともできる機械仕掛けの魔導書。それを巡る人間と吸血鬼たちの「救い」の物語。

## 登場人物

### 主要人物
ヴァニタス
声 - 花江夏樹
誕生日:2月7日、星座:水瓶座、身長:176cm、年齢:18歳。
本作の主人公。吸血鬼の専門医を自称する人間の一人。蒼月の吸血鬼より、名前および「ヴァニタスの書」と呼ばれる魔導書を受け継いだ。
目的のためならば文字通り手段を選ばず、周りを巻き込んで翻弄する。
しかし第2話から早々に世間知らずなノエの自由極まる性質に翻弄されており、根は苦労人気質な常識人であることがストーリーを重ねるごとに明るみになっていく。そのエキセントリックで自己を顧みない衝動的な言動は、どこか蒼月の吸血鬼の奔放な性格をトレースしている雰囲気もある。
また蒼月の吸血鬼からマーキングとともに純度の高い星碧石をも受け継いでいるらしく、強力な式を発動すると自身の存在も「書き換えられて」いくという。
本作のヒロインであるジャンヌのことは「業火の魔女」の異名と戦いぶりを蒼月の吸血鬼から聞かされていた。初対面で彼女の主であるルカに対し「ガキ」と暴言を吐いたヴァニタスに対し、ジャンヌは激昂。その後ヴァニタスは自身の情動を「恋」であると定義し、自分に好意を持つ気配のないジャンヌに絡むようになる。ジャンヌには「もしも君が自我を失い、人間を襲うようになったら殺してやる」「本当の願いが何であっても受け止めてやる」と約束するなど何かと情をかけるが、デートの最中にノエの安否を気にして夜に一人ジャンヌを置いて帰ったり、「そういえば俺は君が好きなのだったな」と口にするなど本気の想いではないかのような描写がたびたび入れられていた。しかし、ジェヴォーダンの獣の章にてジャンヌと一晩共に山小屋で過ごし、ヴァニタスへの恋心を抱いたジャンヌのキスと笑顔に、ヴァニタスもまた本気で恋に落ちてしまう。（現在本人は頑なにこの感情が恋であることを否定しているが…）
本名は単行本11巻に至る現在まで不明。第一話の副題が「ラスティ・ホープの場合」であることから様々な憶測を呼んでいるが、公式では一切明かされていない。母親はヴァニタスを産んだ後に死去、父親と共に旅芸人の仲間として旅をしていたが後に父親が吸血鬼に殺され、さらにドクター・モローと言う人物に捕らわれた。当時はNo.69と言う名前で、その後は蒼月の吸血鬼からヴァニタスの名前とヴァニタスの書を受け継いだ。ドクター・モローがいた研究所にいた頃はミハエルと言う弟分の青年がいた。
ちなみに寒さに非常に弱く、極寒の地では失神するほど。
実は家事が巧く、ノエの大好物であるタルト・タタンも絶品であるなど料理も器用にこなすが、当然ながら公言しようとはしない。
ノエ・アルシヴィスト
声 - 石川界人、七瀬彩夏（幼少期）
誕生日:9月28日、星座:天秤座、身長:182cm、年齢:19歳。
本作のもう一人の主人公。吸血鬼の青年。「ヴァニタスの書」を探すために田舎からパリへと向かってきた。
身体能力が高く、抜群の戦闘センスを持っており、自身の感情を正直に行動する性格でもある。本名のアルシヴィストは「血を暴く牙」と言う意味があり、ノエと言う名前は「方舟の子」と言う意味がある。怒りが頂点に達すると瞳の色が赤になることがある、ちなみにすぐ道に迷いやすい方向音痴でもあるので誰かが見ていないとどこでもいってしまう性格。幼い頃に幼馴染みのルイが呪い持ちになってしまいその後処刑されてしまったのがトラウマになっているので大切なもの（友人など）を失うことを厭うようになってる。
ジャンヌ
声 - 水瀬いのり
誕生日:4月21日、星座:牡牛座。
本作のヒロイン。吸血鬼である少女。現在はルカの騎士であり、「業火魔女」という異名を持っており、美しき容姿とは逆に、かつて吸血鬼からは処刑人として怒りを買っていた。
ヴァニタスに無理やりキスをされたあとは敵意を隠していなかったが、幾度となくヴァニタスに窮地を救われ、時折垣間見せる弱さや優しさを見つけていく。ジェヴォーダンの獣の章以降は彼を本気で好きになっている自分に気付き、幼少の頃のように無邪気に恋に胸躍らせ、かつ獣のごとくヴァニタスの貞操を狙う戦乙女となりつつある。
ノエに負けず劣らずの極度の甘党。
ルカ / ルキウス
声 - 下地紫野
誕生日:7月31日、星座:獅子座。
吸血鬼である少年。吸血鬼の女王に次いだ地位を持っており、礼儀正しい性格でもある。
ジャンヌと共に行動しており、兄を救おうと「ヴァニタスの書」を求める。本名はルキウスと言う。
ドミニク・ド・サド
声 - 茅野愛衣
誕生日:6月1日、星座:双子座。
凛々しい口調と佇まいのヴァンピール。吸血鬼の名門貴族における吸血鬼の名門貴族の娘である吸血鬼の一人。ノエとは幼馴染に当たる。
ミハイル
声 - 小松未可子
もう一つの魔導書グリモワール“ヴァニタスの書”を持つ少年、ヴァニタスのことはお兄ちゃんと呼んでおり昔現在のヴァニタスと蒼月の吸血鬼と行動していた、母親はもともと娼婦であり、母親と一緒に居た時は女の子の格好をされて仕事をされられた、母親が吸血鬼に殺された後はドクターモローの所に連れ去れてNo.7１と言う番号をつけられた、愛称は母親につけられた愛称で「ミーシャ」と名乗っている、痛いのと寒いのが苦手。

### その他の人物
ルスヴン
声 - 森川智之
元老院の一人として女王陛下に仕えている吸血鬼。ルカの叔父であり後見人も務める。
ベロニカ
声 - 日笠陽子
異界領主サド侯爵家の娘でドミニクの姉。女王の牙ビスティアの一人。
先生
声 - 石田彰
ノエの師匠である男性。「ヴァニタスの書」を探せるよう、手紙を送っている。
ルイ
声 - 島袋美由利
ドミニクの兄で、ノエの初めての友達。
ムル
声 - 小牧未侑
ノエが連れている、オッドアイで首元のリボンをつけた、モフモフとした白い猫。
ダンテ
声 - 木内太郎
ヴァニタスにより、よく利用されている情報屋である青年。金を出すことによって大抵のことはどんなことでもする。
ヨハン
声 - 遊佐浩二
同じく情報屋である眼鏡をかけた青年。ダンテとリーチェに関しては、やや過保護気味なところも見られる。
リーチェ
声 - 久間梨穂
同じく情報屋である眼鏡をかけた少女。歴史学に知識を深めており、その話になれば少し早口気味になるところも見られる。
ローラン
声 - 河西健吾
教会の対吸血鬼部隊、狩人シャスールを束ねる隊長の内の１人。“碧玉″を与えられた第6の聖騎士パラディン。
オリヴィエ
声 - 前野智昭
聖騎士の1人であり、ローランを”碧玉へきぎょく”に推薦した人物。
アストルフォ
声 - 村瀬歩
弱冠15歳で歴代最年少聖騎士パラディンになった少年。「柘榴石ざくろいしのアストルフォ」と呼ばれ、別名「狩人シャスールの問題児」。ノエとも戦う。
クロエ
声 - 釘宮理恵
ダプシェ侯爵家の『隠された吸血鬼ヴァンピール』。ダプシェ家の生き残りでもある。薄灰色の髪に灰色の青みがかった瞳をもち、幼いジャンヌが「お人形」と表現するほど美しい容姿をしている、ネーニアの契約したあとは真名を捧げた、禍名はミリー（氷雪の劇場）真名はカノーラス（雪花奏でる者）。
ジャン＝ジャック
声 - 濱野大輝、小市眞琴（幼少期）
クロエと行動を共にする吸血鬼ヴァンピールの青年。幼い頃にクロエと出会ってからずっと彼女のことを慕い、城では料理や裁縫など身の回りの世話をしている、ネーニアに願いを叶えてもらえる代わりに真名を禍名に変えてもらい現在は獣（ベート）の姿になっている、真名は「雪の果て寄り添う者」
ネーニア
声 - 名塚佳織
ノエがアメリアの記憶の中でシャルラタンのパレードと共に目撃した、吸血鬼の真名しんめいを奪い呪持ちの元凶とされる黒い影、実は紅月の吸血鬼の女王であり真の姿は白銀の足までの髪に赤い目の十代くらいの少女の姿である、真名はファウスティナ、禍名のネーニアは「死を囲む者」と言う意味がある。
蒼月の吸血鬼
声 - 朴璐美
ヴァニタスにルーナと呼ばれている。

## 書誌情報
- 望月淳『ヴァニタスの手記』ガンガンコミックスJOKER〈スクウェア・エニックス〉、既刊11巻（2024年4月22日現在）
  1. 2016年4月22日発売[12]、ISBN 978-4-7575-4961-6
  2. 2016年10月22日発売[13]、ISBN 978-4-7575-5105-3
  3. 2017年4月22日発売[14]、ISBN 978-4-7575-5329-3
  4. 2017年11月22日発売[15]、ISBN 978-4-7575-5505-1
  5. 2018年7月21日発売[16]、ISBN 978-4-7575-5758-1
  6. 2019年2月22日発売[17]、ISBN 978-4-7575-5996-7
  7. 2019年10月21日発売[18]、ISBN 978-4-7575-6269-1
  8. 2020年6月22日発売[19]、ISBN 978-4-7575-6635-4
  9. 2021年6月22日発売[20]、ISBN 978-4-7575-7231-7
  10. 2022年5月20日発売[21]、ISBN 978-4-7575-7826-5
    - 『小冊子付き特装版』 同日発売[22]、ISBN 978-4-7575-7827-2

  11. 2024年4月22日発売[23]、ISBN 978-4-7575-8226-2
    - 『特装版 小冊子"Brocante"付き』 同日発売[24]、ISBN 978-4-7575-9135-6

## テレビアニメ
分割2クールで、第1クールは2021年7月から9月までTOKYO MXほかにて放送された。第2クールは2022年1月から4月まで放送された。

### スタッフ
- 原作 - 望月淳[5]
- 監督 - 板村智幸[5]
- シリーズ構成 - 赤尾でこ[5]
- キャラクターデザイン - 伊藤嘉之[5]
- 総作画監督 - 伊藤嘉之、中山知世（第2クール）
- サブキャラクターデザイン - 中山知世[5]
- プロップデザイン - 石橋慎平[5]
- ビジュアルコンセプト・色彩設計 - 滝沢いづみ[5]
- 美術デザイン - 多田周平[5]
- 美術監督 - 金井眞悟[5]
- 撮影監督 - 張盈穎[5]
- 3DCG監督 - 三宅拓馬[5]
- 編集 - 松原理恵[5]、白石あかね
- 音響効果 - 倉橋静男[5]、西佐知子[5]
- 音響監督 - 若林和弘[5]
- 音楽 - 梶浦由記[5]
- 音楽プロデューサー - 森康哲
- 音楽制作 - アニプレックス
- プロデューサー - 小田桐成美、小松翔太、秋山華子
- アニメーション制作 - ボンズ[5]
- 製作 - 「ヴァニタスの手記」製作委員会（アニプレックス、ボンズ、博報堂DYミュージック&ピクチャーズ、スクウェア・エニックス、コンテンツシード）

### 主題歌
「空と虚」
ササノマリイによる第1クールオープニングテーマ。作詞・作曲・編曲はササノマリイ。
「0 (zero)」
LMYKによる第1クールエンディングテーマ。作詞・作曲はLMYK。編曲はJimmy jam & Terry LewisとJohn Jackson。
日本語バージョンに加えて英語バージョンも制作され、英語圏を中心とした地域では後者が使用される。
「Your Name」
Little Glee Monsterによる第2クールオープニングテーマ。
「salvation」
モノンクルによる第2クールエンディングテーマ。

### 各話リスト
| 話数       | サブタイトル                      | 脚本     | 絵コンテ                  | 演出              | 作画監督 | 初放送日       |
| ---------- | --------------------------------- | -------- | ------------------------- | ----------------- | --- | -------------- |
| Mémoire 1  | Vanitas―ラスティ＝ホープスの場合― | 赤尾でこ | 板村智幸                  | 三好なお          | 堀川耕一 中山知世 | 2021年 7月3日  |
| Mémoire 2  | Noé―花の都にて―                   | 赤尾でこ | 板村智幸                  | 三好なお 守田芸成 | ヤマダシンヤ 可児里未 | 7月10日        |
| Mémoire 3  | Archiviste―血を暴く牙―            | 赤尾でこ | 寺東克己                  | 孫承希            | 稲留和美 稲熊一晃 阿部尚人 | 7月17日        |
| Mémoire 4  | Bal masqué―仮面が嗤う夜―          | 赤尾でこ | 板村智幸                  | 野亦則行          | 紺野直幸 小原佑太 鄭印善 | 7月24日        |
| Mémoire 5  | Réminiscence―友―                  | 赤尾でこ | 平川哲生 板村智幸         | 三好なお          | 堀川耕一 中山知世 秋山英一 松本美乃 | 7月31日        |
| Mémoire 6  | Salvatio―疑問―                    | 伊神貴世 | 板村智幸                  | 笹原嘉文          | 可児里未 ヤマダシンヤ 稲留和美 鄭印善 紺野直幸 | 8月7日         |
| Mémoire 7  | Femme fatale—恋—                  | 赤尾でこ | 蒲原遥 板村智幸           | 孫承希            | 堀川耕一 秋山英一 稲熊一晃 松本美乃 小原佑太 北島勇樹 | 8月14日        |
| Mémoire 8  | Catacombes―死が眠る場所―          | 伊神貴世 | 望月智充                  | 千葉大輔 三好なお | 稲熊一晃 小原佑太 鄭印善 堀川耕一 松本美乃 阿部尚人 可児里未 ヤマダシンヤ 秋山英一 稲留和美 北島勇樹 水畑健二                                                | 8月21日        |
| Mémoire 9  | Chasseur―紅を狩る者―              | 伊神貴世 | 岡村天斎                  | 三好なお          | 稲熊一晃 ヤマダシンヤ 稲留和美 小原佑太 可児里未 鄭印善 紺野直幸 秋山英一 松本美乃 井元一彰 保科有沙 中山由美 水畑健二 石田誠也 堀川耕一 清水和也            | 8月28日        |
| Mémoire 10 | Cicatrice—No.69―                  | 赤尾でこ | 浅井義之                  | 野亦則行          | 大貫健一 稲留和美 稲熊一晃 紺野直幸 鄭印善 ヤマダシンヤ 堀川耕一 水畑健二 阿部尚人 秋山英一 小原佑太 松本美乃 保科有沙 孫偉 伊藤嘉之                         | 9月4日         |
| Mémoire 11 | Serment－誓約－                   | 赤尾でこ | 岡村天斎                  | 大西景介          | 堀川耕一 秋山英一 稲熊一晃 小原佑太 稲留和美 鄭印善 可児里未 ヤマダシンヤ 紺野直幸 松本美乃 大貫健一 佐野優月 安西俊之 井元一彰 濱中朋子 高山朋浩 保科有沙   | 9月11日        |
| Mémoire 12 | Deux Ombres―出発点―               | 赤尾でこ | 板村智幸                  | 笹原嘉文          | 堀川耕一 秋山英一 稲熊一晃 小原佑太 紺野直幸 稲留和美 可児里未 ヤマダシンヤ 大貫健一 畑島つばさ 保科有沙 浅野由佳 阿部尚人 中山知世 伊藤嘉之                 | 9月18日        |
| Mémoire 13 | Forêt d'argent―邂逅―              | 赤尾でこ | タムラコータロー 板村智幸 | 三好なお          | 堀川耕一 松本美乃 稲熊一晃 紺野直幸 | 2022年 1月15日 |
| Mémoire 14 | Château de sorciére―魔女と青年―   | 赤尾でこ | 迫井政行                  | 野亦則行          | 鄭印善 小原佑太 井元一彰 秋山英一 | 1月22日        |
| Mémoire 15 | Oiseau et ciel―ダプシェの吸血鬼―  | 赤尾でこ | 望月智充                  | 西田健一          | 水畑健二 可児里未 稲留和美 ヤマダシンヤ | 1月29日        |
| Mémoire 16 | Chasse aux vampires―"獣"―         | 赤尾でこ | 岡村天斎                  | 三好なお          | 松本美乃 堀川耕一 大貫健一 小原佑太 稲熊一晃 | 2月5日         |
| Mémoire 17 | Vengeance―悪夢に触れる手―         | 伊神貴世 | タムラコータロー          | 球野たかひろ      | 鄭印善 水畑健二 大貫健一 ヤマダシンヤ 秋山英一 可児里未 | 2月12日        |
| Mémoire 18 | Avec toi―ふたりぼっち―            | 伊神貴世 | 田中タカユキ              | いとがしんたろー  | 井元一彰 小原佑太 稲留和美 大貫健一 稲熊一晃 紺野直幸 鄭印善                                                                                                 | 2月19日        |
| Mémoire 19 | Canorus―雪の花―                   | 赤尾でこ | 望月智充                  | 野亦則行          | 堀川耕一 畑島つばさ ヤマダシンヤ 可児里未 鄭印善 大貫健一 秋山英一 稲熊一晃 水畑健二                                                                         | 2月26日        |
| Mémoire 20 | Mal d'amour―不治の病―             | 赤尾でこ | 岡村天斎                  | 又野弘道          | 大貫健一 稲熊一晃 水畑健二 秋山英一 阿部尚人 堀川耕一 | 3月5日         |
| Mémoire 21 | Un autre―傷痕―                    | 赤尾でこ | 岡村天斎                  | 三好なお          | 堀川耕一 鄭印善 稲留和美 小原佑太 ヤマダシンヤ 大貫健一 稲熊一晃 可児里未 紺野直幸 水畑健二 井元一彰                                                         | 3月12日        |
| Mémoire 22 | Rencontre―蒼の夜―                 | 赤尾でこ | 望月智充                  | 西田健一          | 堀川耕一 可児里未 小原佑太 大貫健一 水畑健二 稲熊一晃 鄭印善 井元一彰 稲留和美 ヤマダシンヤ 紺野直幸 秋山英一 中山知世                                       | 3月19日        |
| Mémoire 23 | Pleuvoir―空知らぬ雨―              | 赤尾でこ | 堀元宣 板村智幸           | 野亦則行          | 紺野直幸 水畑健二 堀川耕一 稲熊一晃 井元一彰 稲留和美 ヤマダシンヤ 小原佑太 大貫健一 可児里未 秋山英一 鄭印善 阿部尚人 濱中朋子 畑島つばさ 清水和也 松本美乃 | 3月26日        |
| Mémoire 24 | Après la pluie―彼の願い―          | 赤尾でこ | 岡村天斎                  | 三好なお          | 伊藤嘉之 堀川耕一 大貫健一 水畑健二 紺野直幸 稲留和美 可児里未 ヤマダシンヤ 秋山英一 畑島つばさ 小原佑太 鄭印善 小島えり 稲熊一晃 井元一彰                   | 4月2日         |

### 放送局
| 放送期間 | 放送時間                                                        | 放送局       | 対象地域   | 備考                    |
| --- | --------------------------------------------------------------- | ------------ | ---------- | ----------------------- |
| 2021年7月3日 - 9月18日（第1クール） 2022年1月15日 - 4月2日（第2クール） | 土曜 0:00 - 0:30（金曜深夜）                                    | TOKYO MX     | 東京都     |                         |
| |                                                                 | とちぎテレビ | 栃木県     |                         |
| |                                                                 | 群馬テレビ   | 群馬県     |                         |
| |                                                                 | BS11         | 日本全域   | BS放送 / 『ANIME+』枠   |
| 2021年7月4日 - 9月19日（第1クール） 2022年1月16日 - 4月3日（第2クール） | 日曜 2:38 - 3:08（土曜深夜）                                    | 毎日放送     | 近畿広域圏 | 『アニメシャワー』第2部 |
| 2021年7月7日 - 9月22日（第1クール） 2022年1月19日 - 4月6日（第2クール） | 水曜 1:27 - 1:57（火曜深夜）                                    | 中国放送     | 広島県     |                         |
| 2021年7月8日 - 9月23日（第1クール） 2022年1月20日 - 4月7日（第2クール） | 木曜 2:35 - 3:05（水曜深夜）                                    | CBCテレビ    | 中京広域圏 |                         |
| 2021年7月9日 - 9月24日（第1クール） 2022年1月21日 - 4月8日（第2クール） | 金曜 1:58 - 2:28（木曜深夜）                                    | 北海道放送   | 北海道     |                         |
| | 金曜 3:00 - 3:30（木曜深夜）                                    | RKB毎日放送  | 福岡県     |                         |
| 2021年7月24日 - 10月9日（第1クール） 2022年1月22日 - 4月9日（第2クール） | 土曜 21:30 - 22:00（第1クール） 土曜 22:30 - 23:00（第2クール） | アニマックス | 日本全域   | BS/CS放送 / 字幕放送    |
| 最速ネット4局および毎日放送では第1クールを振り返る『「ヴァニタスの手記」スペシャル特番 〜Le chemin parcouru depuis la rencontre〜』を放送。 また、アニマックスを除くネット局では『「ヴァニタスの手記」2クール目放送直前特番 〜En route pour le Gévaudan〜』を放送。 |                                                                 |              |            |                         |

| 配信開始日                | 配信時間                   | 配信サイト |
| ------------------------- | -------------------------- | --- |
| 2021年7月3日（第1クール） | 土曜 0:30（金曜深夜） 更新 | Amazon Prime Video |
| 2021年7月6日（第1クール） | 火曜 12:00 更新            | dアニメストア （本店・for Prime Video） GYAO! バンダイチャンネル Hulu ビデオマーケット music.jp ひかりTV FOD U-NEXT アニメ放題 ABEMAビデオ ニコニコチャンネル |
|                           | 火曜 23:00 - 23:30         | ニコニコ生放送 |
|                           | 火曜 23:30 - 水曜 0:00     | ABEMA |

### BD / DVD
| 巻 | 発売日         | 収録話          | 規格品番      | 規格品番      |
| 巻 | 発売日         | 収録話          | BD限定版      | DVD限定版     |
| -- | -------------- | --------------- | ------------- | ------------- |
| 1  | 2021年10月27日 | 第1話 - 第3話   | ANZX-14981/2  | ANZB-14981/2  |
| 2  | 2021年11月24日 | 第4話 - 第6話   | ANZX-14983/4  | ANZB-14983/4  |
| 3  | 2021年12月22日 | 第7話 - 第9話   | ANZX-14985/6  | ANZB-14985/6  |
| 4  | 2022年1月26日  | 第10話 - 第12話 | ANZX-14987/8  | ANZB-14987/8  |
| 5  | 2022年3月30日  | 第13話 - 第15話 | ANZX-14989/90 | ANZB-14989/90 |
| 6  | 2022年4月27日  | 第16話 - 第18話 | ANZX-14991/2  | ANZB-14991/2  |
| 7  | 2022年5月25日  | 第19話 - 第21話 | ANZX-14993/4  | ANZB-14993/4  |
| 8  | 2022年6月29日  | 第22話 - 第24話 | ANZX-14995/6  | ANZB-14995/6  |

## 舞台
初演は当初2022年1月21日から30日までシアター1010にて公演予定だったが、出演者の新型コロナウイルス感染症の陽性が判明したため、1月21日の12時公演から1月29日の12時公演までが中止になった。1月29日の17時公演は代役を立てて上演された。また、1月30日の14時公演はイベント形式の公演へと変更になった。初日と千穐楽公演のライブ配信の予定もあったが、前述の変更により29日17時公演の内容になった。同じように、後日、公演本編全景映像（劇場特別上映会スペシャルカーテンコール付き）がTVOD配信された。Blu-ray/DVDの発売予定はない。
再演として『舞台「ヴァニタスの手記」-Encore-』というタイトルで2023年3月10日から12日にサンシャイン劇場にて上演。

### キャスト
- ヴァニタス - 植田圭輔[31][39]
- ノエ - 菊池修司（初演は前述の理由により降板、再演）[31][39]、高本学（初演の29日17時公演のみ代役）[33][34]
- ジャンヌ - 能條愛未[31] / 七木奏音（再演）[39]
- ドミニク - 澤田美紀[31][39]
- ルカ - 田村颯大（初演第2幕） / 前田武蔵（初演第1幕、再演）※初演のみWキャスト[31][39]
- ルイ - 矢代卓也[31][39]
- オルロック - 中村哲人[31][39]
- Dr.モロー - 鈴木理学[31][39]
- ルスヴン - 鷲尾昇[31][39]
- ローラン - 丘山晴己[31][39]

サブキャスト
- 先生 ほか - 浅野康之[31][39]
- ノックス ほか - 香月ハル[31][39]
- マーネ ほか - 酒井翔悟[31][39]
- アメリア ほか - 渡辺菜花[31][39]
- ベロニカ ほか - 下村彩[31][39]
- カトリーヌ ほか - 野島怜衣珠[31][39]
- マリア ほか - 黒須杏樹[31][39]
- ジョルジュ ほか - 海本博章[31][39]
- 蜘蛛の仮面の男 ほか - 佐松翔[31][39]
- 強化人間 ほか - 新大悟[注 1][31]

### スタッフ（舞台）
- 原作 - 望月淳 / 舞台「ヴァニタスの手記」制作委員会[31]
- 脚本・演出 - 山崎彬[31]
- 美術 - 田中敏恵[31]
- 音楽 - 坂本弦[31]
- 映像 - 横山翼（オーベロン）[31]
- アクション - 奥住英明[31]
- 舞台監督 - 中西輝彦 / 仲里良[31]
- 制作 - ナッポスユナイテッド[31]